# Мэтт Мёрдок (киноперсонаж, 2003)
Мэттью Мёрдок (англ. Matthew Murdock), также известный как Сорвиголова (англ. Daredevil) — персонаж фильмов «Сорвиголова» и «Электра» от студии 20th Century Fox, основанный на одноимённом супергерое Marvel Comics, созданном сценаристом Стэном Ли и художником Биллом Эвереттом. Роль Мёрдока исполнил Бен Аффлек.
Будучи ребёнком, Мэтт Мёрдок ослеп в результате несчастного случая, когда ядовитые вещества поразили органы зрительной системы. Несмотря на это, взамен Мэтт приобрёл так называемое «радарное чутьё», позволяющее ему определить расположение окружающих его людей и предметов. Ко всему прочему, чувства восприятия юноши обострились, компенсировав физическую инвалидность. После того, как его отец был убит по приказу криминального авторитета Уилсона Фиска, Мёрдок поклялся очистить улицы взрастившей его Адской кухни от подобных ему преступных элементов. Днём, он является адвокатом по уголовным делам, защищающим интересы своих клиентов. Ночью, Мэтт становится линчевателем, известным как Сорвиголова, поддерживающим порядок на улицах города.
Бен Аффлек получил смешанные отзывы за свою интерпретацию Мэтта Мёрдока / Сорвиголовы. В 2003 году он получил антипремию «Золотая малина» за «худшую мужскую роль».

## Создание образа

### Первое появление персонажа
Первое появление Сорвиголовы состоялось в комиксе Daredevil #1 (Апрель, 1964), а сам персонаж был создан сценаристом Стэном Ли и художником Биллом Эвереттом. Также художник Джека Кирби придумал фирменные дубинки Сорвиголовы.

### Кастинг и исполнение
Аффлек был выбран на роль в октябре 2001 года. Изначально планировалось, что Мёрдока сыграет Вин Дизель, однако тот отказался от участия в пользу другого проекта. В интервью в феврале 2011 года Гай Пирс заявил, что ему также предложили перевоплотиться в Дьявона Адской кухни, но он отказался, поскольку комиксы не являлись «его чашкой чая». Ещё одним кандидатом на роль был Мэтт Деймон. Актёр признался: «мне и Бену понравился этот комикс, однако, на тот момент, я не верил в сценарий или режиссёра». Мэтью Дэвис и Колин Фаррелл также рассматривались на роль до тех пор, пока студия не сделала выбор в пользу Аффлека. Будучи фанатом Сорвиголовы, Аффлек удостоверился, что прочитал каждый выпуск оригинального онгоинга, намереваясь перенести лучшие моменты исходного материала на большой экран. Джо Кесада счёл ироничным, что главную роль сыграет именно Аффлек, поскольку, когда он и Кевин Смит работали над сюжетной аркой Guardian Devil, они смоделировали героя по образу Аффлека. Аффлек утверждал, что Daredevil был его любимым комиксом в детстве, и аргументировал своё участие присоединиться к фильму: «У каждого есть что-то из детства, о чём он будет всегда помнить и оставит при себе», добавляя: «Я не хотел, чтобы это сделал кто-то другой, так как боялся, что этот кто-то сделает всё иначе, чем в комиксе».
На протяжении всего фильма Аффлеку приходилось носить контактные линзы молочно-голубого цвета, которые фактически ослепляли его. Марк Стивен Джонсон счёл эти последствия удачными, поскольку, по мнению режиссёра, они помогали Аффлеку лучше вжиться в роль.

## Биография вымышленного персонажа

### Ранняя жизнь
В детстве юный Мэтт Мёрдок был ослеплён токсичными химическими веществами, став свидетелем того, как его отец, бывший боксёр Джек «Дьявол» Мёрдок, вымогал деньги у местного мафиози Фэллона. Несмотря на потерю зрения, оставшиеся чувства Мэтта обострились, благодаря чему он обрёл сверхчеловеческие ловкость и слух, подобный гидролокатору. Виня себя за несчастный случай с сыном, Джек решил отказаться от своей преступной жизни и вернуться к боксёрской карьере. Вскоре Фэллон раскрыл, что способствовал возвращению Джека, подкупив его предыдущих противников, чтобы позволить тому победить, а затем попытался подкупить Джека, чтобы тот проиграл свой следующий матч. Мёрдок-старший не смог подвести сына, когда тот искренне болел, за что и был убит Фэллоном в переулке. Маленький Мэтт стал свидетелем смерти отца, мысленно поклявшись самому себе избавиться от преступности на улицах Нью-Йорка.

### Конфронтация с Уилсоном Фиском и Меченым
Годы спустя повзрослевший Мэтт начал работать адвокатом в Адской кухне вместе со своим другом Франклином «Фогги» Нельсоном. Ночью он сражается с преступностью в образе костюмированного мстителя по прозвищу «Сорвиголова». Бен Урих, репортёр New York Post, который ведёт хронику подвигов Сорвиголовы, привлекает внимание супергероя серией статей о «Кингпине», сером карндинале преступного мира, который якобы контролирует всю организованную преступность Нью-Йорка. Настоящее имя Кингпина — Уилсон Фиск, который является жестоким мафиози, выдающим себя за законопослушного бизнесмена.
Мэтт влюбляется в Электру Начиос, американку греческого происхождения, владеющую боевыми искусствами, не подозревая, что та является дочерью приспешника Фиска Николаса Начиоса. Позже, когда Начиос пытается разорвать отношения с Фиском, тот нанимает убийцу Меченого. В то время как Сорвиголова безуспешно пытается спасти Начиоса, Меченый удаётся обвиняет Сорвиголову в его убийстве, украв фирменную дубинку Сорвиголовы и пронзив ею Начиоса. После этого Урих делает вывод, что Мэтт — это Сорвиголова, маскирующий свою дубинку под белую трость. Полагая, что Сорвиголова несёт ответственность за убийство её отца, Электра клянётся отомстить ему. Она выслеживает Сорвиголову и вызывает его на бой. Сорвиголова заявляет о своей невиновности, однако Электра отказывается верить ему, после чего с потрясением обнаруживает, что под его маской скрывается Мэтт Мёрдок. Несколько мгновений спустя, Мэтт наблюдает за смертью Электры от руки Меченого.
Раненый Мэтт укрывается в церкви, но попадает в засаду Меченого, который использует его уязвимость для громкого звука. Когда полиция окружает церковь, Мэтт одерживает верх и сбрасывает Меченого с колокольни. Во время боя Меченый раскрывает, что он был нанят Кингпином, чьё настоящее имя — Уилсон Фиск. Решив отомстить за Электру, Мэтт нападает на Фиска в его офисе. В последовавшей битве он едва не падает жертвой грубой силы Фиска, но побеждает благодаря «радарному чутью». В ходе их противостояния Фиск признаётся, что он был киллером, убившим отца Мэтта по приказу Фэллона. Он угрожает раскрыть миру личность Сорвиголовы, однако Мэтт говорит, что никто не поверит в геройство слепого человека. Через некоторое время после смерти Электры, Мэтт посещает место, где они впервые поцеловались, и неожиданно находит ожерелье Электры, понимая, что та могла выжить.

### Отменённый сиквел
В октябре 2004 года Аффлек согласился вернуться к роли Мёрдока только в том случае, если 20th Century Fox переосмыслит концепцию сиквела, взяв за основу мрачные истории Сорвиголовы, и проявил интерес к графическому роману Кевина Смита, который включал Мистерио, а также к сюжетной линии Born Again. В ноябре 2006 года Аффлек заявил, что никогда не повторит эту роль, почувствовав, что «играя супергероя в „Сорвиголове“, я сделал себе прививку от того, чтобы когда-либо играть другого супергероя… Ношение костюма являлось для меня источником унижения, и я бы ни за что не надел бы его снова в ближайшее время». Несмотря на это, годы спустя Аффлек исполнил роль Бэтмена, супергероя DC, в картине «Бэтмен против Супермена: На заре справедливости» 2016 года.

## Другие появления
В 2004 году Аффлек повторил роль Мэтта Мёрдока в фильме «Электра», по просьбе своей партнёрши по фильму Дженнифер Гарнер. По сюжету, он появляется во сне Электры, воодушевляя её прийти в себя. Тем не менее, сцена с его участием была вырезана из театральной версии фильма и добавлена в DVD-издания в качестве дополнительного материала.
Игра Daredevil для Game Boy Advance была выпущена 14 февраля 2003 года и была разработана Encore, дочерней компанией Navarre Corporation. 
В фильме «Дэдпул и Росомаха», который является 34-м фильмом медиафраншизы «Кинематографическая вселенная Marvel», появляется Электра в исполнении Дженнифер Гарнер, а Гамбит в исполнении Ченнинга Татума говорит, что Сорвиголова был убит Кассандрой Нова, подразумевая именно персонажа Аффлека. 

## Критика
Консенсус сайта Rotten Tomatoes гласит: «Хотя Бен Аффлек подходит на эту роль, а история время от времени вызывает интерес, в конечном итоге „Сорвиголова“ представляет собой скучную, затянутую историю происхождения, которая не может привнести ничего нового в жанр». Роджер Эберт из Chicago Sun-Times также назвал Бена Аффлека удачным выбором на роль главного героя. Тревор Джонстон из Time Out похвалил игру Аффлека, заявив, что тот «убеждает [зрителей] в страдании от слепоты и сверхчувствительного слуха».
Сам Аффлек не любил киноверсию своего персонажа и фильм с его участием и, по признанию актёра, этот опыт вдохновил его сыграть Бэтмена в фильме «Бэтмен против Супермена: На заре справедливости» 2016 года: «Это тот фильм, частью которого я хочу стать. Мне хочется быть в нём. Одна из причин заключается в желании сделать всё правильно в фильмах подобного жанра. Я ненавижу „Сорвиголову“».

### Награды
| Год  | Фильм         | Актёр                        | Награда               | Категория           | Результат | Прим.  |
| ---- | ------------- | ---------------------------- | --------------------- | ------------------- | --------- | ------ |
| 2003 | «Сорвиголова» | Бен Аффлек                   | Золотая малина        | Худшая мужская роль | Победа    | [ 2 ]  |
| 2003 | «Сорвиголова» | Бен Аффлек, Дженнифер Гарнер | MTV Movie & TV Awards | Лучший поцелуй      | Номинация | [ 27 ] |